# Данъшман
 Тази статия е за селото във Вилает Родосто.  За селото във Вилает Одрин вижте Данъшман (вилает Одрин).  
Данъшман (на турски: Danişment) е село в Източна Тракия, Турция, Вилает Родосто.

## География
Селото се намира на 71 километра от град Текирдаa и на 27 километра източно от Узункьопрю.

## Климат
Климатът на селото е типичен за района на Мраморно море.

## Икономика
Икономиката на селото е базирана предимно на селското стопанство и животновъдството.

## Население
| Данни за населението по години | Данни за населението по години |
| ------------------------------ | ------------------------------ |
| 2007                           | —                              |
| 2000                           | 531                            |
| 1997                           | 499                            |

## История
В началото на 20 век Данъшман е село в Хайреболска каза на Одринския вилает на Османската империя. Според статистиката на професор Любомир Милетич през 1912 година в Данъшман живеят помаци.